# Skanderborgkredsen
Skanderborgkredsen er fra 2007 en opstillingskreds i Østjyllands Storkreds. I 1971-2006 var kredsen en opstillingskreds i Århus Amtskreds. I 1920-1970 var kredsen en opstillingskreds i Skanderborg Amtskreds. I 1849-1918 var kredsen en valgkreds.
Fra 2007 er Skanderborgkredsen udvidet med afstemningsområderne fra:
- den nu nedlagte Galten Kommune i den tidligere Hammelkreds.
- den nu nedlagte Ry Kommune i den tidligere Silkeborgkreds.

Den 8. februar 2005 var der 41.056 stemmeberettigede vælgere i kredsen.
To folketingsmedlemmer blev valgt; Kirsten Brosbøl (S) og Kim Andersen (V).
Kredsen rummede i 2005 flg. kommuner og valgsteder::
1. Hørning Kommune
  1. Hørning
  2. Veng
2. Odder Kommune
  1. Alrø
  2. Gylling
  3. Hou, Gosmer – Halling
  4. Hundslund
  5. Odder
  6. Randlev – Bjerager
  7. Saksild – Nølev
  8. Torrild
  9. Tunø
  10. Ørting-Falling
3. Samsø Kommune
  1. Nordby
  2. Tranebjerg
4. Skanderborg Kommune
  1. Hylke
  2. Morten Børup
  3. Niels Ebbesen
  4. Stilling
  5. Tebstrup
  6. Virring

## Skanderborgkredsens folketingsmænd 1849-1918
- 1849-1850: Michael Drewsen, fabrikejer (Venstre)
- 1850-1866: Laurids Schøler, gårdejer (Venstre)
- 1866-1868: Reinhold Jensen, landmåler (Venstre)
- 1868-1869: Iver Holger Rosenkrantz, baron (Venstre)
- 1869-1872: E.E. Hansen, bogbinder (Venstre)
- 1872-1879: Niels Jensen-Toustrup, gårdejer (Venstre)
- 1879-1892: Jens Sørensen, gårdejer (Venstre)
- 1892-1895: A. Byriel Jensen, gårdejer (Venstre)
- 1895-1896: O.H. Jørgensen, redaktør (Venstre)
- 1896-1903: Jens Sørensen, gårdejer (Venstre)
- 1903-1906: R.P. Randløv, gårdejer (Venstre)
- 1906-1913: Hans Rasmussen, redaktør (Socialdemokratiet)
- 1913-1918: Rasmus Rasmussen, gårdejer (Det radikale Venstre)

## Folketingskandidater pr. 6/11-2016

### Valgkredsens kandidater for de pr. november 2016 opstillingsberettigede partier
| Liste | Parti                       | Kandidat               | Bemærk |
| ----- | --------------------------- | ---------------------- | ------ |
| A     | Socialdemokratiet           | Dorthe Hindborg        |        |
| B     | Radikale Venstre            | Eva Borchorst Mejnertz |        |
| C     | Det Konservative Folkeparti | Naser Khader           |        |
| D     | Nye Borgerlige              |                        |        |
| F     | Socialistisk Folkeparti     |                        |        |
| I     | Liberal Alliance            |                        |        |
| O     | Dansk Folkeparti            | Mette Hjermind Dencker |        |
| V     | Venstre                     | Fatma Øktem            |        |
| Ø     | Enhedslisten                | Maria Temponeras       |        |
| Å     | Alternativet                |                        |        |